# 冻原涅涅茨语
冻原涅涅茨语是通行于俄罗斯欧洲地区及西伯利亚西北部的乌拉尔语系中的一门语言。它是萨莫耶德语族中最大及保存最好的语言。:1-2
冻原涅涅茨语跟恩加納桑語及埃涅茨語亲属关系最近，跟塞爾庫普語亲属关系稍远一点。冻原涅涅茨语和它的姐妹语言森林涅涅茨语有时被认为是单一涅涅茨语的两种方言，尽管它们之间的互通度很低。虽然冻原涅涅茨语的通行范围广阔，但该语言的方言差异特小。:13
2010年人口普查中有44,640名涅涅茨人，其中49%为涅涅茨语使用者。虽然涅涅茨人的人数在最近几十年内有所增长，但该语言却在渐渐衰退，因为现在很多小孩在俄语学校中接受教育，并且也有其他族群迁徙至冻原涅涅茨人的传统居住地:5-6。尽管各个年龄组的人依然在使用该语言，但使用者数量持续递减。
冻原涅涅茨语主要在家庭内部及传统经济活动如打猎和驯鹿放牧中使用。在俄罗斯联邦内该语言没有官方地位。在1930年代中期开始使用一套基于西里尔字母的正字法，并在当地的学校中教授。但是，很多冻原涅涅茨语的使用者主要使用俄语。尽管这样，还是有小部分冻原涅涅茨语文学流传，以及在广播和电视中使用该语言。:7-8

## 正字法
冻原涅涅茨语字母表基于西里尔字母，比俄语字母表多了三个字母：、  、  。
| А а | Б б | В в | Г г | Д д | Е е | Ё ё | Ж ж |
| З з | И и | Й й | К к | Л л | М м | Н н | Ӈ ӈ |
| О о | П п | Р р | С с | Т т | У у | Ф ф | Х х |
| Ц ц | Ч ч | Ш ш | Щ щ | Ъ ъ | Ы ы | Ь ь | Э э |
| Ю ю | Я я |     |     |     |     |     |     |

## 范例
冻原涅涅茨语《世界人权宣言》第一条：
对应的汉语翻译：
人人生而自由，在尊严和权利上一律平等。他们赋有理性和良心，并应以兄弟关系的精神相对待。